# 森田沙伊

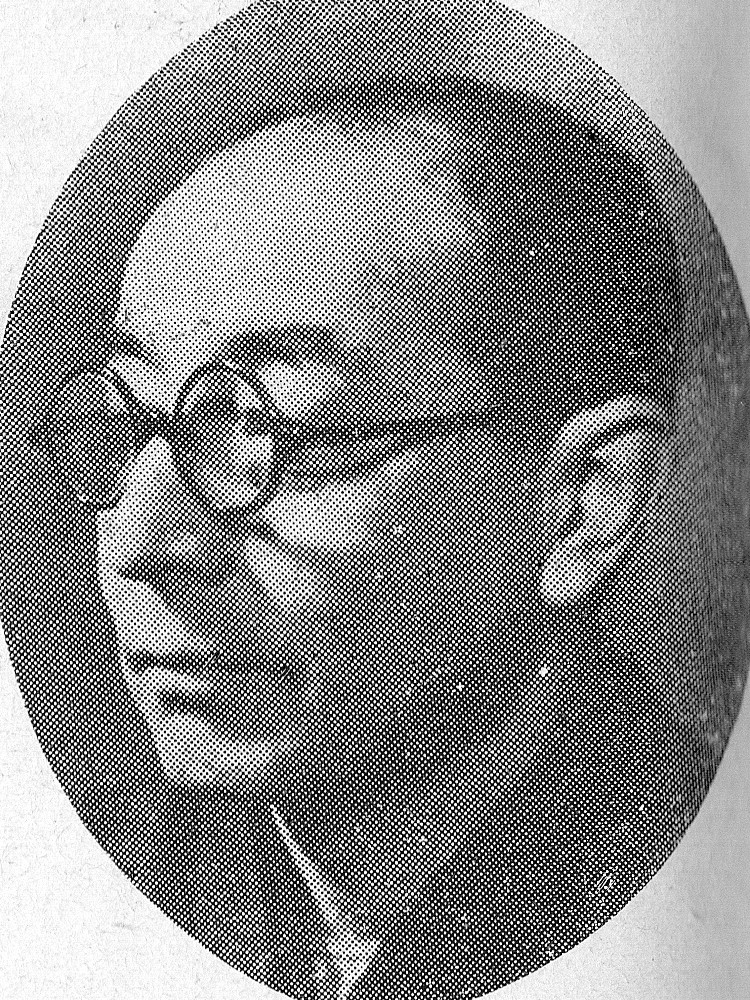
森田沙伊

森田 沙伊（もりた さい、1898年〈明治31年〉8月20日 - 1993年〈平成5年〉10月12日）は、日本画家、日本芸術院会員。
北海道出身。本名・才一。旧制東海中学校卒。1923年東京美術学校日本画科卒、帝展、文展に出品、1939年文展特選、1940年より法隆寺壁画模写に従事。戦後は日展に出品、1958年同評議員、1959年日本芸術院賞受賞、1969年日展理事、1975年日本芸術院会員。1976年勲三等瑞宝章受章。

## 作品集
- 森田沙伊 芸艸堂 1963 (現代作家デッサン)
- 石版仏蘭西人形 ビジョン企画出版社 1978